# 狭叶落新妇
狭叶落新妇（学名：Astilbe rivularis var. angustifoliolata）为虎耳草科落新妇属下的一个变种。